# William Lowther (2. hrabia Lonsdale)
William Lowther, 2. hrabia Lonsdale (ur. 21 lipca 1787, zm. 4 marca 1872) – brytyjski arystokrata i polityk, członek stronnictwa torysów i Partii Konserwatywnej, minister w rządach księcia Wellington, Roberta Peela i lorda Derby’ego.
Był synem Williama Lowthera, 1. hrabiego Lonsdale, i lady Augusty Fane, córki 9. hrabiego Westmorland. Od 1807 r. nosił tytuł grzecznościowy „wicehrabiego Lowther”. 5 lipca 1810 r. został członkiem Towarzystwa Królewskiego.
W 1808 r. został wybrany do Izby Gmin jako reprezentant okręgu Cockermouth. Od 1813 r. reprezentował okręg wyborczy Westmorland. W latach 1828–1830 był pierwszym komisarzem ds. lasów. Przegrał wybory parlamentarne w 1831 r., ale odzyskał mandat deputowanego w 1832 r. z okręgu Dunwich. Jeszcze w tym samym roku zmienił okręg na okręg wyborczy West Cumberland. W tych samych wyborach uzyskał także mandat z okręgu Westmorland i ostatecznie w 1833 r. zdecydował się reprezentować właśnie ten okręg.
Po powrocie konserwatystów do władzy w 1834 r. Lowther został skarbnikiem floty i wiceprzewodniczącym Zarządu Handlu. Pozostał na tych stanowiskach do upadku gabinetu w 1835 r. W 1841 r. na podstawie procedury „writ of acceleration” otrzymał jeden z parowskich tytułów ojca, barona Lowther, i zasiadł w Izbie Lordów. W latach 1841–1845 był poczmistrzem generalnym. Po śmierci ojca w 1844 r. odziedziczył tytuł 2. hrabiego Lonsdale. W 1852 r. był przez kilka miesięcy Lordem Przewodniczącym Rady.
Lord Lonsdale zmarł w 1872 r. Nigdy się nie ożenił i nie pozostawił potomstwa. Jego tytuły parowskie odziedziczył jego bratanek Henry.
Postać lorda Eskdale z powieści Benjamina Disraelego Coningsby jest wzorowana na lordzie Lonsdale’u.